# Rossiomyces
Rossiomyces falcatus — вид грибів, що належить до монотипового роду  Rossiomyces.